# Base aérienne de Tengah
La base aérienne de Tengah (code IATA : TGA • code OACI : WSAT)  est une base aérienne militaire de la Force aérienne de la république de Singapour située dans le Western Water Catchment (en), dans la partie ouest de Singapour.
La base aérienne est construite sous le nom de RAF Tengah par la Royal Air Force en 1939 dans le cadre de la stratégie de Singapour, en 1942, elle occupé par l'empire du Japon jusqu'en 1945. Les forces armées britanniques l'utilise ensuite jusqu’à leur retrait en 1971, elle abrita des armes nucléaires britanniques dans les années 1960. Il est depuis l'aérodrome le plus important de la RSAF car elle abrite la majorité des escadrons de première ligne à voilure fixe, qui abritent tous les systèmes de détection et de commandement aéroporté de la RSAF, la plupart des F-16C / D Fighting Falcons et de nombreux drones.
L'aérodrome porte la devise de Always Vigilant, qui est soutenue par son motif principal, une pièce d'échecs de chevalier noir symbolisant la disponibilité opérationnelle de l'avion à Tengah. L'épée représente l'épée héraldique de destruction de la guerre, tandis que l'État est représenté par le château.
Avant l'indépendance de Singapour, ce fut une station de la Royal Air Force connue sous le nom de RAF Tengah.

### Articles détaillés
- Force aérienne de la république de Singapour
- Stratégie de Singapour
- Far East Air Force (Royal Air Force)
- Liste des anciennes bases aériennes de la Royal Air Force
- Bataille de Singapour
- Urgence malaise
- Konfrontasi